# Stari Kodakî (Novooleksandrivka), Dnipro
Stari Kodakî (în ucraineană Старі Кодаки) este un sat în comuna Novooleksandrivka din raionul Dnipro, regiunea Dnipropetrovsk, Ucraina.

## Demografie
Componența lingvistică a localității Stari Kodakî
     Ucraineană (85,48%)
     Rusă (13,96%)
     Alte limbi (0,56%)
Conform recensământului din 2001, majoritatea populației localității Stari Kodakî era vorbitoare de ucraineană (85,48%), existând în minoritate și vorbitori de rusă (13,96%).